# Une scène dans la plantation
Pour plus de détails, voir Fiche technique et Distribution.
Une scène dans la plantation (titre original : A Plantation Act) est un film américain sonore réalisé par Philip Roscoe, sorti en 1926.

## Synopsis
Le décor : une modeste habitation en bois à deux pas d’un champ de coton. Un journalier afro-américain (Al Jolson, maquillé en noir) arrive devant la maisonnette, revenant des champs. Il est mal vêtu, sa chemise est déchirée. Désinvolte, il retire son chapeau de paille puis le jette au loin. Il se met à chanter une chanson rythmée (When the Red Robin), et ses lèvres, outrageusement soulignées, prouvent le parfait synchronisme des images et du son. Il riboule des yeux et se dandine au rythme de la mélodie. Il annonce alors une deuxième chanson, c’est une romance (April Showers) à la fin de laquelle il salue puis présente, assis sur un tabouret, la dernière chanson, une autre romance (Rock-a-Bye Your Baby). À la fin, il se lève et salue en direction de la caméra.

## Fiche technique
- Titre original : A Plantation Act
- Titre français : Une scène dans la plantation
- Réalisation : Philip Roscoe
- Production : Warner Bros.
- Durée : 10 minutes
- Format : 35 mm, noir et blanc et Technicolor, sonore par procédé Vitaphone (son sur disque)
- Pays de production :  États-Unis
- Date de sortie : 1926

## Distribution
- Al Jolson : le journalier noir

## Chansons
- When the Red, Red, Robin Comes Bob, Bob, Bobbin' Along (Harry M. Woods)
- April Showers (paroles : Buddy DeSylva, musique : Louis Silvers, qui signera la musique du Chanteur de jazz)
- Rock-a-Bye Your Baby with a Dixie Melody (paroles : Sam Lewis et Joe Young, musique : Jean Schwartz)

## Analyse
Pendant tout le film, Al Jolson regarde en direction de la caméra (regard caméra), ce qui établit une connivence de base entre le chanteur et le public de cinéma, qui a ainsi la sensation d’assister à un spectacle vivant, alors qu’il est devant un spectacle enregistré bien auparavant. Mais la liaison affective avec les spectateurs provient de deux parties du film, au cours desquelles Al Jolson ne chante pas, mais s’adresse directement au public. Les deux fois, il commence avec une phrase qui restera sur les lèvres du public, à tel point qu’Al Jolson la reprendra plus tard dans Le Chanteur de jazz : « Wait a minute, wait a minute, you ain't heard nothin' yet! » (Attendez une minute… Ouvrez grand vos oreilles... Vous n’avez encore rien entendu!). Entre la deuxième et la troisième chanson, son intervention est longue (40 secondes), et l’annonce est circonstanciée, s’adressant au public : « Ladies and Gentlemen, now I’ll sing you a little song… » (Mesdames et Messieurs, je vais maintenant vous chanter une petite chanson), puis à l’orchestre : « If you please… » (S’il vous plaît, Messieurs). Cette chanson est celle d’une autre vedette du music-hall, mais Al Jolson insiste pour dire que c’est sa version que le public va entendre. Autant d’éléments sonores qui contribuent à renforcer la relation entre le public et ce qui lui paraît être un spectacle joué spécialement pour lui. Le gag final du salut va dans le même sens : à la fin de la chanson, Al Jolson s’incline, puis repart en direction du champ de coton. Un fondu au noir (fermeture), suivi d’un fondu au blanc (ouverture), semble le surprendre et il revient face à la caméra, jouant celui qui s’adresse à un régisseur dans les coulisses, pour savoir s’il doit rester sur scène. Un autre fondu de fermeture, suivi d’un fondu d’ouverture, le retrouve, triomphal, envoyant des baisers à la ronde. Fondu de fermeture final.

## Importance
Ce film est à la fois un prélude et une confirmation pour les quatre frères Warner, qui n’étaient pas à l’époque, comme on le lit parfois dans les légendes hollywoodiennes, au bord de la faillite, mais qui avaient décidé de risquer tous leurs avoirs dans une opération de son sur disque à propos de laquelle ils étaient les seuls à penser qu’elle déboucherait sur un succès populaire. « Ils achètent dans Manhattan un théâtre dont ils font une salle de projection qu’ils équipent, sous licence Western Electric, avec le procédé Vitaphone... Ils produisent en 1926 un film de près de trois heures, Don Juan, réalisé par Alan Crosland, avec la vedette John Barrymore, qui reste plusieurs mois à l’affiche dans la salle Warner de New York. »
C’est un succès encourageant pour ce film dans lequel la partie dramatique est minoritaire et basée sur les classiques « cartons » (intertitres) pour indiquer les dialogues, et où la partie « opérette » est en fait un pot-pourri de mélodies déjà connues. Mais ce spectacle de 3 heures a en contrepartie un droit d’entrée qui ne touche que le public aisé new-yorkais, alors que les Warner Bros visent le grand public, aussi bien américain qu’international. Ils font donc un essai avec Une scène dans la plantation, qu’ils présentent gratuitement, à condition que le public donne son avis (ce que l’on appellera plus tard en anglais un sneak preview, une avant-première). Et le verdict du public est favorable, les parties parlées d’Al Jolson l’ont enthousiasmé, les parties chantées également. Les Warner entreprennent aussitôt la production du Chanteur de jazz, qui sera un succès planétaire, signant l’arrêt de mort du cinéma muet (qui, bien entendu, ne porte pas encore cette appellation).
Pourtant, Le Chanteur de jazz, s’il chante beaucoup, ne parle pas souvent, sauf entre deux chansons, à la manière de Scène dans la plantation. Tous les dialogues du film sont écrits sur des cartons insérés au milieu des plans où les personnages parlent (sans qu’on les entende). Plutôt que du premier film parlant, il s’agit d’un des premiers films chantants, où les chansons étaient réellement interprétées sur le plateau, avec l’orchestre présent à l’image ou hors-champ.